# 12 agosto
Il 12 agosto è il 224º giorno del calendario gregoriano (il 225º negli anni bisestili). Mancano 141 giorni alla fine dell'anno.

## Eventi
- 304 – Sant'Euplio viene decapitato a Catania
- 1099 – Prima crociata, battaglia di Ascalona: i Crociati sconfiggono i Saraceni e viene fondato il Regno di Gerusalemme, guidato da Goffredo di Buglione
- 1121 – Battaglia di Didgori: l'esercito del Regno di Georgia di Davide IV sconfigge in una vittoria decisiva quello Selgiuchide guidato dal comandante Ilghazi ibn Artuq
- 1323 – Con la firma del Trattato di Nöteborg, Svezia e Novgorod (Russia) regolano i loro confini per la prima volta
- 1332 – Battaglia di Dupplin Moor: gli scozzesi, guidati dal conte di Mar, vengono messi in fuga da Edoardo Balliol
- 1549 – Le truppe francesi di Enrico II di Francia occupano la roccaforte inglese di Ambleteuse, nel nord della Francia
- 1687 – Nella battaglia di Mohács le truppe imperiali austriache sconfiggono gli ottomani e recuperano la Slavonia e la Transilvania
- 1730 – Vittorio Amedeo II di Savoia sposa segretamente in seconde nozze Anna Canalis, contessa di Cumiana, nella cappella di Palazzo Reale a Torino alla sola presenza del Segretario di Stato Lanfranchi e del cameriere Barbier come testimone
- 1759 – Battaglia di Kunersdorf: nei pressi di Francoforte l'esercito prussiano di Federico II di Prussia subisce la sua più grave sconfitta nel corso della guerra dei sette anni
- 1765 – Firma del Trattato di Allahâbâd tra il XVIII imperatore moghul Shah 'Alam II ed il maggiore generale britannico Robert Clive, che segna di fatto l'inizio del dominio britannico in India e della Company Raj
- 1800 – Viene formata la Commissione napoleonica che redigerà il Codice napoleonico, composta da Jacques de Maleville, Jean-Étienne-Marie Portalis, Félix Bigot de Préameneu e François Denis Tronche
- 1806 – L'ammiraglio Santiago de Liniers riconquista Buenos Aires a seguito dell'invasione britannica
- 1833 – Viene fondata formalmente la municipalità di Chicago
- 1845 – Al Teatro San Carlo si svolge la prima dell'opera lirica Alzira di Giuseppe Verdi
- 1851 – Isaac Merritt Singer ottiene il brevetto per la sua macchina da cucito
- 1865 – Il medico e chirurgo britannico Joseph Lister pratica a Glasgow il primo intervento chirurgico con il metodo dell'antisepsi
- 1866 – Terza guerra d'indipendenza italiana: Armistizio di Cormons tra Italia e Austria-Ungheria
- 1877 – Asaph Hall scopre Deimos
- 1883 – L'ultimo quagga muore all'Artis Magistra Zoo di Amsterdam
- 1895 – Viene fondata a Parigi la L. Gaumont et compagnie (oggi solo Gaumont), la prima società di produzione cinematografica del mondo; il fondatore Joseph Vallot scrisse l'atto di fondazione a Chamonix il precedente 10 agosto e lo inviò a Parigi dove venne ratificato il 12 agosto
- 1898
  - Un armistizio pone fine alla guerra ispano-americana
  - La bandiera hawaiana viene ammainata dal Palazzo ʻIolani e sostituita dalla bandiera statunitense con un'elaborata cerimonia di annessione, a indicare il trasferimento di sovranità dalla Repubblica delle Hawaii agli Stati Uniti d'America
- 1914
  - Prima guerra mondiale: il Regno Unito dichiara guerra all'Austria-Ungheria; le nazioni dell'Impero britannico sono automaticamente incluse
  - Prima guerra mondiale: la Francia dichiara guerra all'Austria-Ungheria
- 1918 – Prima guerra mondiale: finisce la battaglia di Amiens
- 1938 – Adolf Hitler istituisce la Croce d'onore per le madri tedesche per incoraggiare la procreazione e l'espansione della razza ariana
- 1943 – Seconda guerra mondiale: Castiglione di Sicilia (CT) è teatro di una feroce rappresaglia dei nazisti che causa la morte di 16 civili
- 1944
  - Seconda guerra mondiale: a Sant'Anna di Stazzema (LU) inizia la strage che in pochi giorni causa la morte di oltre 500 civili
  - Seconda guerra mondiale: i Carabinieri partigiani Alberto La Rocca, Vittorio Marandola e Fulvio Sbarretti, conosciuti come i Martiri di Fiesole, si consegnano ai nazisti per evitare una rappresaglia e dopo poche ore vengono fucilati sotto il comando del tenente Hans Hiesserich
  - Seconda guerra mondiale: durante le prime fasi della Rivolta di Varsavia i soldati nazisti perpetrano il Massacro di Wola nell'omonimo distretto di Varsavia, uccidendo fra le 40000 e le 50000 persone in poche ore
- 1946 – Viene fondata l'Unione Calcio Sampdoria, nata nella fusione fra l'Andrea Doria e la Sampierdarenese
- 1953
  - Test nucleari: l'Unione Sovietica detona la sua prima bomba all'idrogeno
  - Un violento sisma di magnitudo 7,3 colpisce l'isola di Zante: in tutta l'isola rimarranno in piedi solo tre edifici
- 1960 – Viene lanciato ECHO 1, il primo satellite per telecomunicazione
- 1970 – Germania Ovest e Unione Sovietica siglano il Trattato di Mosca
- 1976 – Massacro di Tel al-Zaatar: nel corso della guerra civile libanese vengono massacrati fra i 1500 e i 3000 rifugiati palestinesi in un campo nella zona nord-orientale di Beirut
- 1977 – Viene lanciato con pieno successo il satellite HEAO 1
- 1981 – Viene presentato il PC IBM, un personal computer che negli anni 1980 sarà lo standard di riferimento per tutti i modelli di PC basati sull'architettura x86
- 1985 – Un Boeing 747 della Japan Airlines, il Volo 123, si schianta sul Monte Ogura, in Giappone, uccidendo 520 persone: è il più grande disastro aereo della storia in cui è rimasto coinvolto un solo aeroplano
- 1990 – L'esploratrice statunitense Sue Hendrickson scopre in South Dakota il più grande e completo scheletro di Tyrannosaurus rex noto e lo battezza con il suo nome, Sue
- 1992 – Canada, Messico e USA completano i negoziati del NAFTA
- 1994
  - Si svolge il concerto di Woodstock '94
  - I giocatori della Major League Baseball scendono in sciopero: l'astensione dal lavoro costringerà a cancellare le World Series
- 2000 – Il sottomarino nucleare russo K-141 Kursk affonda nel Mare di Barents durante un'esercitazione: muoiono tutti i 118 marinai dell'equipaggio
- 2012 – Si chiudono ufficialmente i Giochi della XXX Olimpiade a Londra
- 2018 – Viene lanciata la sonda Parker Solar Probe con lo scopo di analizzare il Sole e il suo vento solare.

## Nati
Ci sono circa 1 120 voci su persone nate il 12 agosto; vedi la pagina Nati il 12 agosto per un elenco descrittivo o la categoria Nati il 12 agosto per un indice alfabetico.

## Morti
Ci sono circa 510 voci su persone morte il 12 agosto; vedi la pagina Morti il 12 agosto per un elenco descrittivo o la categoria Morti il 12 agosto per un indice alfabetico.

## Feste e ricorrenze

### Religiose
Cristianesimo:
- Santa Giovanna Francesca Frémiot de Chantal, religiosa
- Santi Aniceto e Fozio, martiri
- Santa Cecilia di Remiremont, badessa
- San Discolio, vescovo di Vercelli
- San Colombo e compagni, monaci martiri a Lérins
- Sant'Ercolano di Brescia, vescovo
- Sant'Euplio, diacono e martire
- Santi Giacomo Do Mai Nam, Antonio Nguyen Dich e Michele Nguyen Huy My, martiri
- San Gratiliano (Graciliano) e Santa Felicissima, martiri
- San Jaenbert, arcivescovo
- Santa Lelia, vergine
- San Muredach di Killala, vescovo
- San Porcario abate e compagni, monaci martiri a Lérins
- San Simplicio vescovo, vescovo di Vercelli
- Beato Antonio Perulles Estivill, sacerdote e martire
- Beato Bonaventura Garcia Paredes, sacerdote domenicano, martire
- Beato Karl Leisner, sacerdote e martire
- Beato Carlo Meehan, martire
- Beato Emanuele Basulto Jimenez, vescovo e martire
- Beato Emanuele Borràs Ferré, vescovo e martire
- Beato Félix Pérez Portela, sacerdote e martire
- Beato Flavio Argüeso Gonzalez, religioso e martire
- Beato Floriano Stepniak, sacerdote cappuccino, martire
- Beato Giuseppe Straszewski, sacerdote e martire
- Beato Innocenzo XI, papa
- Beato José Jordán Blecua, sacerdote e martire
- Beato José Nadal Guiu, sacerdote e martire
- Beato Pietro Jarrige de la Morélie de Puyredon, martire
- Martiri clarettiani di Barbastro:
  - Beato Sebastiano Calvo Martínez, sacerdote e martire
  - Beato Gregorio Chirivás Lacambra, religioso e martire
  - Beato Nicasio Sierra Ucar, sacerdote e martire
  - Beato Pietro Cunill Padrós, sacerdote e martire
  - Beato Venceslao Clarís Vilaregut, diacono e martire
  - Beato Giuseppe Pavón Bueno, sacerdote e martire
- Beata Vittoria Diez y Bustos de Molina, vergine e martire

Religione romana antica e moderna:
- Lignapsia
- Natale di Ercole Invitto